# Chabrac
Chabrac est une commune du sud-ouest de la France, située dans le département de la Charente (région Nouvelle-Aquitaine).

## Géographie

### Localisation
La commune de Chabrac est située en Charente limousine, à 7 km au nord de Chabanais.
Elle est aussi à 5 km au nord-ouest d'Étagnac, 10 km au sud-est de Confolens, 14 km de Saint-Junien, 42 km de Limoges, 55 km d'Angoulême.

### Transports
Le bourg est traversé par la RD 948, ancienne route nationale 148, route de Limoges à Niort, entre Étagnac et Confolens. La D 29 d'Oradour-Fanais à Rochechouart le relie à Chabanais. La RD 165, départementale plus petite, relie le bourg à Chirac et Saulgond.
La gare la plus proche est celle de Chabanais, desservie par des TER à destination d'Angoulême et de Limoges.

### Hameaux et lieux-dits
La commune ne possède pas de hameau particulièrement important, mais elle en possède de nombreux petits, comme le Masgiral, Gorce, le Querroy, Sallas, la Gouie, Villepanais, le Croissant, la Garnerie, la Brunie, Poursac, etc. ainsi que des fermes.

### Communes limitrophes
Les communes limitrophes sont  Chirac, Saint-Maurice-des-Lions, Saulgond et Étagnac.
| Saint-Maurice-des-Lions |         | Saulgond |
|                         | Chabrac |          |
| Chirac                  |         | Étagnac  |

### Géologie et relief
Comme toute cette partie nord-est du département de la Charente qu'on appelle la Charente limousine, la commune de se trouve sur le plateau du Limousin, partie occidentale du Massif central, composé de roches cristallines et métamorphiques, relique de la chaîne hercynienne.
Le granit et la diorite occupent la quasi-totalité de la commune de Chabrac. Le gneiss occupe la partie nord-est,,.
La commune se trouve aussi dans l'emprise du cratère de la météorite de Rochechouart.
La commune occupe un vaste plateau ondulé, d'une altitude moyenne de 230 mètres, plus élevé dans sa partie méridionale qui domine la vallée du Goire. Le point culminant de la commune est de 273 m, au sud-est après Gorce. Le point le plus bas est 168 m (vallée du Goire au moulin de l'Île). Le bourg est à 213 m d'altitude.

### Hydrographie

#### Réseau hydrographique

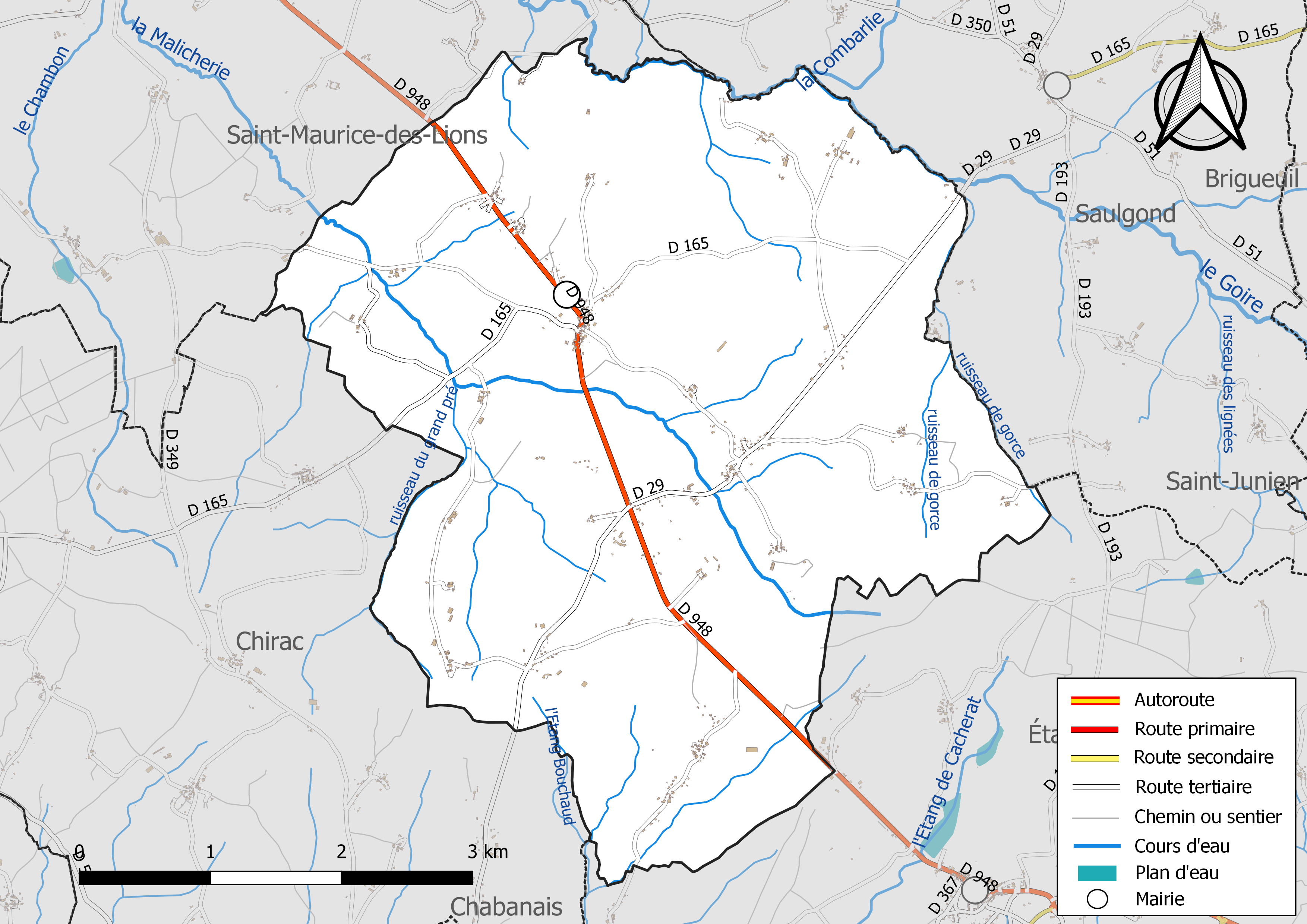
Réseaux hydrographique et routier de Chabrac.

La commune est située dans la région hydrographique de « la Loire de la Vienne (c) à la Maine (nc) », une partie du Bassin de la Loire,  au sein  du Bassin Loire-Bretagne. Elle est drainée par le Goire, la Malicherie, l'Etang Bouchaud et par divers petits cours d'eau, qui constituent un réseau hydrographique de 26 km de longueur totale,.
Le Goire, dont la vallée est sauvage et pittoresque, forme la limite septentrionale de la commune. D'une longueur totale de 28,7 km, il prend sa source dans la commune de Brigueuil et se jette  dans la Vienne à Confolens, après avoir traversé 7 communes.
La Malicherie, d'une longueur totale de 11 km, prend sa source dans la commune d'Étagnac et se jette  dans la Goire à Saint-Maurice-des-Lions, après avoir traversé 3 communes.

#### Gestion des eaux
Le territoire communal est couvert par le schéma d'aménagement et de gestion des eaux (SAGE) « Vienne ». Ce document de planification, dont le territoire correspond au bassin du bassin de la Vienne, d'une superficie de 7 060 km2, a été approuvé le 1er juin 2006. La structure porteuse de l'élaboration et de la mise en œuvre est l'établissement public territorial de bassin Vienne. Il définit sur son territoire les objectifs généraux d’utilisation, de mise en valeur et de protection quantitative et qualitative des ressources en eau superficielle et souterraine, en respect des objectifs de qualité définis dans le troisième SDAGE  du Bassin Loire-Bretagne qui couvre la période 2022-2027, approuvé le 18 mars 2022.

### Climat
Le climat est océanique dégradé. C'est celui de la Charente limousine, plus humide et plus frais que celui du reste du département.

## Urbanisme

### Typologie
Au 1er janvier 2024, Chabrac est catégorisée commune rurale à habitat très dispersé, selon la nouvelle grille communale de densité à 7 niveaux définie par l'Insee en 2022.
Elle est située hors unité urbaine et hors attraction des villes,.

### Occupation des sols
L'occupation des sols de la commune, telle qu'elle ressort de la base de données européenne d’occupation biophysique des sols Corine Land Cover (CLC), est marquée par l'importance des territoires agricoles (96,9 % en 2018), en diminution par rapport à 1990 (98,1 %). La répartition détaillée en 2018 est la suivante : 
prairies (70,3 %), zones agricoles hétérogènes (19,8 %), terres arables (6,8 %), forêts (3,1 %). L'évolution de l’occupation des sols de la commune et de ses infrastructures peut être observée sur les différentes représentations cartographiques du territoire : la carte de Cassini (XVIIIe siècle), la carte d'état-major (1820-1866) et les cartes ou photos aériennes de l'IGN pour la période actuelle (1950 à aujourd'hui).

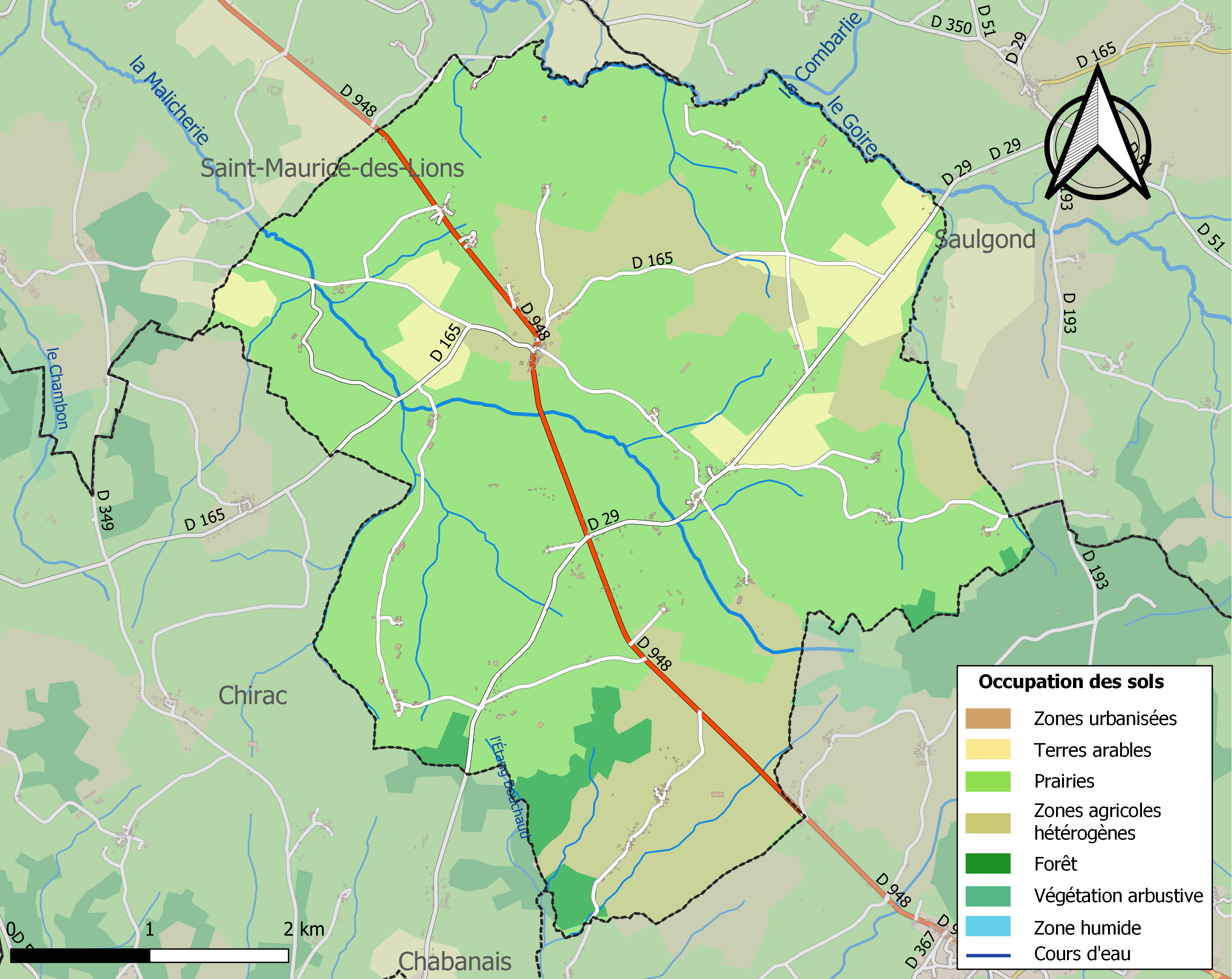
Carte des infrastructures et de l'occupation des sols de la commune en 2018 (CLC).

### Risques majeurs
Le territoire de la commune de Chabrac est vulnérable à différents aléas naturels : météorologiques (tempête, orage, neige, grand froid, canicule ou sécheresse) et séisme (sismicité faible). Il est également exposé à un risque technologique,  le transport de matières dangereuses, et à un risque particulier : le risque de radon. Un site publié par le BRGM permet d'évaluer simplement et rapidement les risques d'un bien localisé soit par son adresse soit par le numéro de sa parcelle.

#### Risques naturels

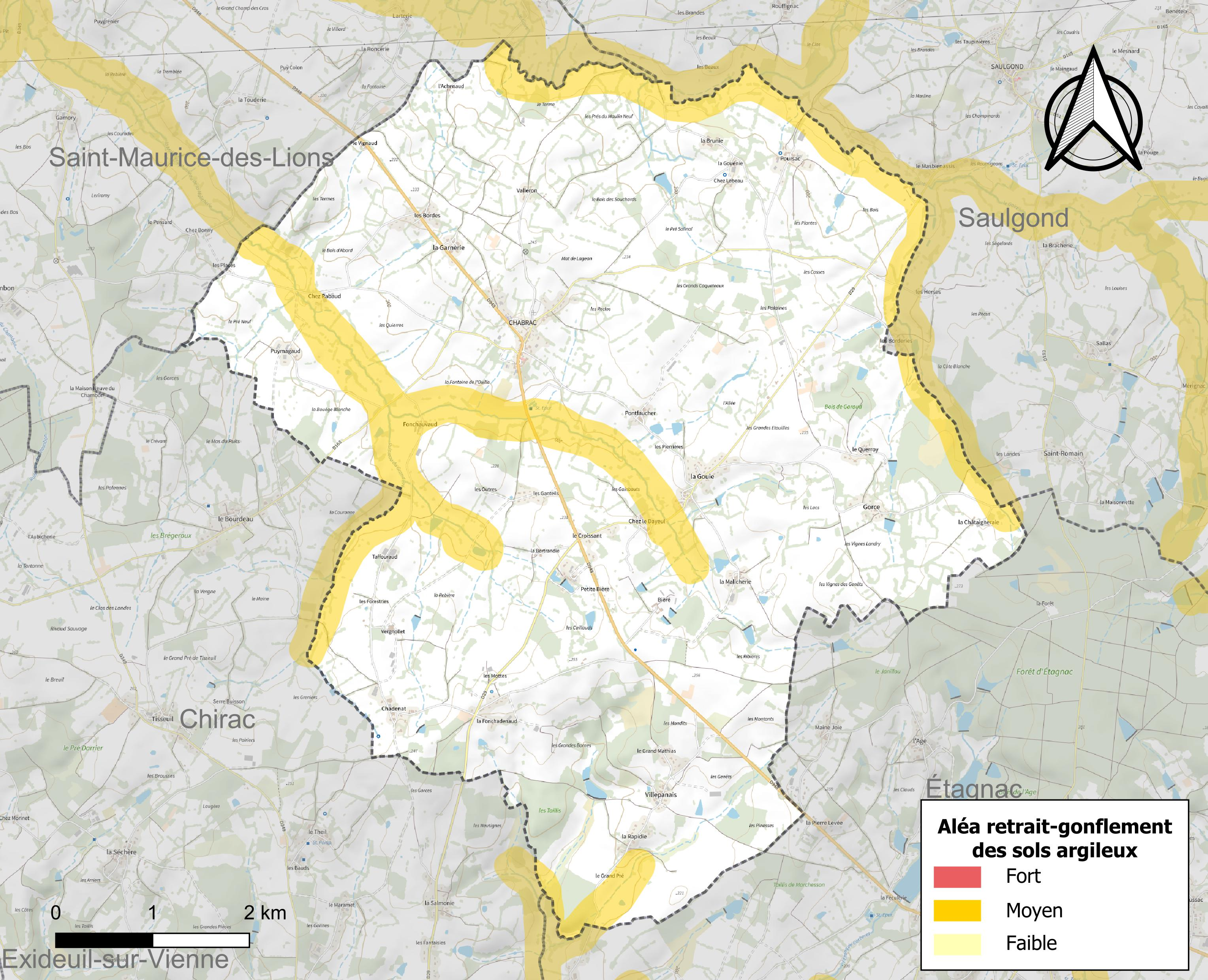
Carte des zones d'aléa retrait-gonflement des sols argileux de Chabrac.

Le retrait-gonflement des sols argileux est susceptible d'engendrer des dommages importants aux bâtiments en cas d’alternance de périodes de sécheresse et de pluie. 13,5 % de la superficie communale est en aléa moyen ou fort (67,4 % au niveau départemental et 48,5 % au niveau national). Sur les 326 bâtiments dénombrés sur la commune en 2019,  16 sont en aléa moyen ou fort, soit 5 %, à comparer aux 81 % au niveau départemental et 54 % au niveau national. Une cartographie de l'exposition du territoire national au retrait gonflement des sols argileux est disponible sur le site du BRGM,.
Par ailleurs, afin de mieux appréhender le risque d’affaissement de terrain, l'inventaire national des cavités souterraines permet de localiser celles situées sur la commune.
La commune a été reconnue en état de catastrophe naturelle au titre des dommages causés par les inondations et coulées de boue survenues en 1982, 1983 et 1999. Concernant les mouvements de terrains, la commune a été reconnue en état de catastrophe naturelle au titre des dommages causés par des mouvements de terrain en 1999.

#### Risques technologiques
Le risque de transport de matières dangereuses sur la commune est lié à sa traversée par une ou des infrastructures routières ou ferroviaires importantes ou la présence d'une canalisation de transport d'hydrocarbures. Un accident se produisant sur de telles infrastructures est susceptible d’avoir des effets graves sur les biens, les personnes ou l'environnement, selon la nature du matériau transporté. Des dispositions d’urbanisme peuvent être préconisées en conséquence.

#### Risque particulier
Dans plusieurs parties du territoire national, le radon, accumulé dans certains logements ou autres locaux, peut constituer une source significative d’exposition de la population aux rayonnements ionisants. Certaines communes du département sont concernées par le risque radon à un niveau plus ou moins élevé. Selon la classification de 2018, la commune de Chabrac est classée en zone 3, à savoir zone à potentiel radon significatif.

## Toponymie
Les formes anciennes sont Chabraco (non daté), Chabrat, Cabiriacus à l'époque carolingienne.
L'origine du nom de Chabrac (Chabrat) remonterait à un nom de personne latin Caprius auquel est apposé le suffixe -acum, ce qui correspondrait au « domaine de Caprius ».

### Langue
Chabrac est situé dans la partie occitane de la Charente qui en occupe le tiers oriental, et a conservé son nom occitan limousin Chabrac.

## Histoire
Au nord-est de la commune, sur une colline dominant le bourg, les vestiges d'une « grande construction gallo-romaine » ont été repérés en surface en 1966, peut-être une villa.
Aux XIXe et XXe siècles, le comte Dupont de Rochebrune possédait une importante propriété à Poursac.

## Politique et administration

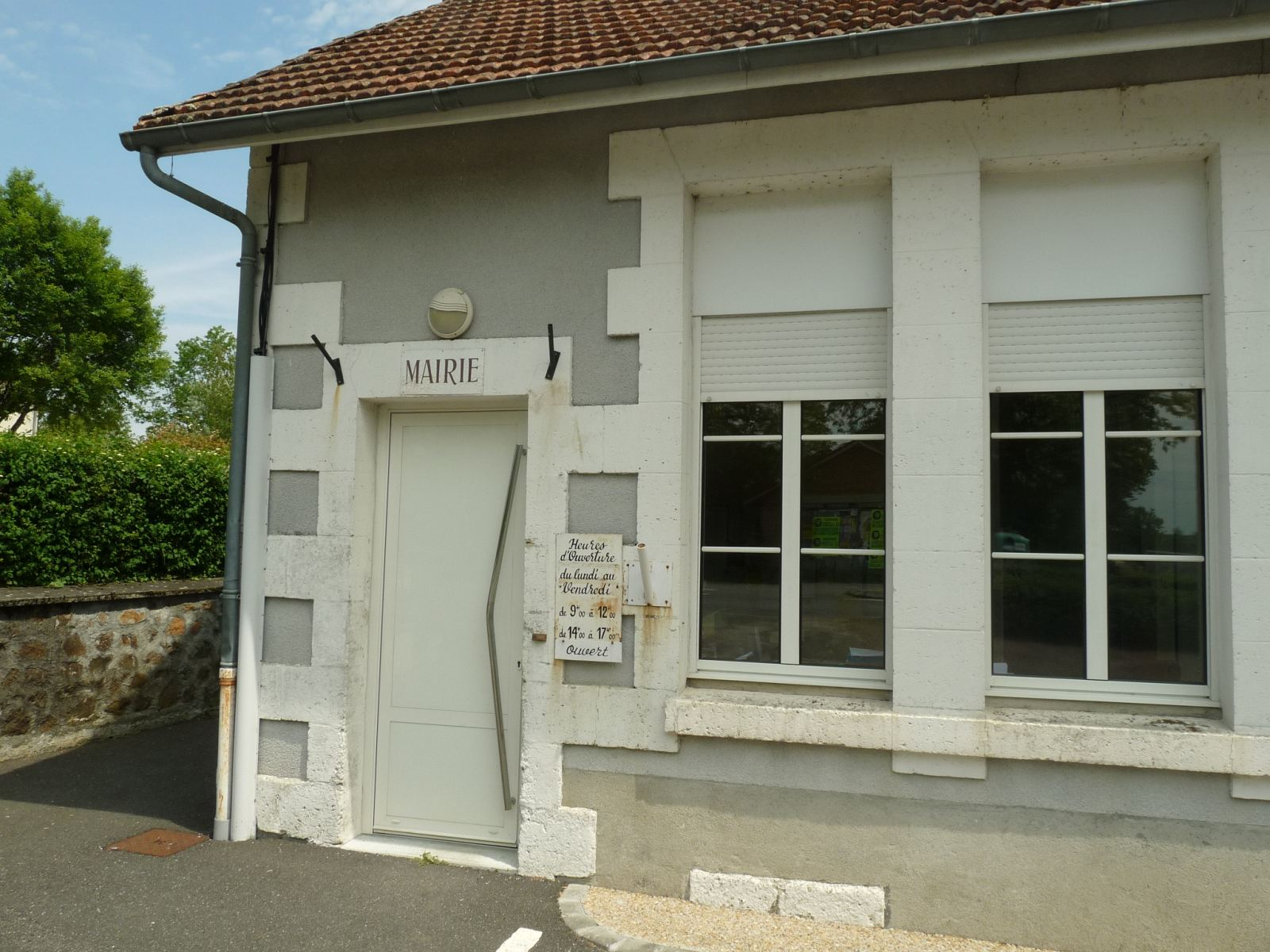
La mairie.

| Période   | Période   | Identité                | Étiquette     | Qualité                    |
| --------- | --------- | ----------------------- | ------------- | -------------------------- |
| mars 1971 | juin 1995 | Raymond Bouny           | PCF           |                            |
| juin 1995 | mars 2008 | Jean-Claude Villautreix | Apparenté PCF |                            |
| mars 2008 | 2020      | Pascal Canin            | SE            | Agent de maîtrise          |
| 2020      | En cours  | Jeanine Durepaire       | DVG           | Conseillère départementale |

## Démographie

### Évolution démographique
L'évolution du nombre d'habitants est connue à travers les recensements de la population effectués dans la commune depuis 1793. Pour les communes de moins de 10 000 habitants, une enquête de recensement portant sur toute la population est réalisée tous les cinq ans, les populations de référence des années intermédiaires étant quant à elles estimées par interpolation ou extrapolation. Pour la commune, le premier recensement exhaustif entrant dans le cadre du nouveau dispositif a été réalisé en 2004.

En 2022, la commune comptait 614 habitants, en évolution de +9,84 % par rapport à 2016 (Charente : −0,48 %, France hors Mayotte : +2,11 %).
| 1793 | 1800 | 1806 | 1821 | 1831 | 1841 | 1846 | 1851 | 1856 |
| ---- | ---- | ---- | ---- | ---- | ---- | ---- | ---- | ---- |
| 841  | 820  | 793  | 762  | 807  | 817  | 918  | 915  | 909  |

| 1861 | 1866 | 1872 | 1876 | 1881 | 1886 | 1891 | 1896 | 1901 |
| ---- | ---- | ---- | ---- | ---- | ---- | ---- | ---- | ---- |
| 895  | 881  | 841  | 875  | 872  | 870  | 846  | 843  | 803  |

| 1906 | 1911 | 1921 | 1926 | 1931 | 1936 | 1946 | 1954 | 1962 |
| ---- | ---- | ---- | ---- | ---- | ---- | ---- | ---- | ---- |
| 804  | 789  | 696  | 701  | 646  | 612  | 597  | 592  | 526  |

| 1968 | 1975 | 1982 | 1990 | 1999 | 2004 | 2006 | 2009 | 2014 |
| ---- | ---- | ---- | ---- | ---- | ---- | ---- | ---- | ---- |
| 548  | 434  | 489  | 494  | 464  | 474  | 474  | 546  | 568  |

| 2019 | 2022 | - | - | - | - | - | - | - |
| ---- | ---- | - | - | - | - | - | - | - |
| 591  | 614  | - | - | - | - | - | - | - |

### Pyramide des âges
La population de la commune est relativement jeune.
En 2018, le taux de personnes d'un âge inférieur à 30 ans s'élève à 33,7 %, soit au-dessus de la moyenne départementale (30,2 %). À l'inverse, le taux de personnes d'âge supérieur à 60 ans est de 28,9 % la même année, alors qu'il est de 32,3 % au niveau départemental.
En 2018, la commune comptait 300 hommes pour 280 femmes, soit un taux de 51,72 % d'hommes, largement supérieur au taux départemental (48,41 %).
Les pyramides des âges de la commune et du département s'établissent comme suit.
| Hommes | Classe d’âge | Femmes |
| ------ | ------------ | ------ |
| 0,7    | 90 ou +      | 0,7    |
| 8,8    | 75-89 ans    | 9,5    |
| 19,0   | 60-74 ans    | 19,3   |
| 17,0   | 45-59 ans    | 21,4   |
| 18,3   | 30-44 ans    | 18,2   |
| 15,4   | 15-29 ans    | 13,0   |
| 20,9   | 0-14 ans     | 17,9   |

| Hommes | Classe d’âge | Femmes |
| ------ | ------------ | ------ |
| 1      | 90 ou +      | 2,7    |
| 9,2    | 75-89 ans    | 12     |
| 20,6   | 60-74 ans    | 21,3   |
| 20,7   | 45-59 ans    | 20,3   |
| 16,8   | 30-44 ans    | 16     |
| 15,6   | 15-29 ans    | 13,4   |
| 16,1   | 0-14 ans     | 14,3   |

## Équipements, services et vie locale

### Enseignement
L'école est un RPI entre Chabrac et Saint-Maurice-des-Lions. Chabrac accueille l'école maternelle, et Saint-Maurice l'école élémentaire.

## Culture locale et patrimoine

### Lieux et monuments

#### Église Notre-Dame
L'église paroissiale Notre-Dame, ancien prieuré du XIIe siècle situé dans le bourg, possède un porche assez élégant d'architecture romane secondaire. Elle a été inscrite aux monuments historiques en 1965. Elle renferme un bénitier (ou fonts baptismaux) du XIIIe siècle, en granite taillé orné d'un trèfle, également classé monument historique à titre objet en 1933.

Église Notre-Dame de Chabrac
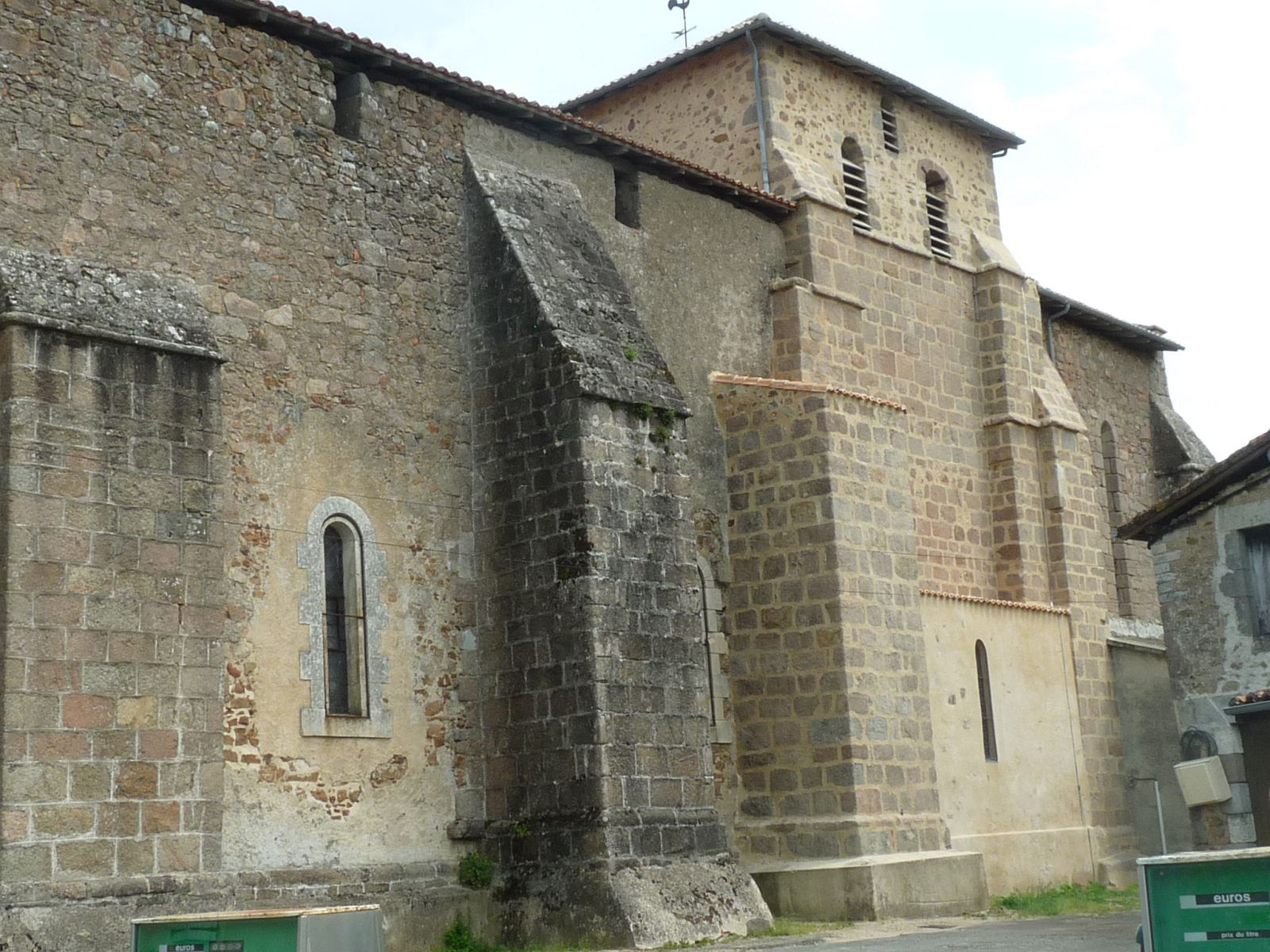
Le mur sud et le clocher massif.
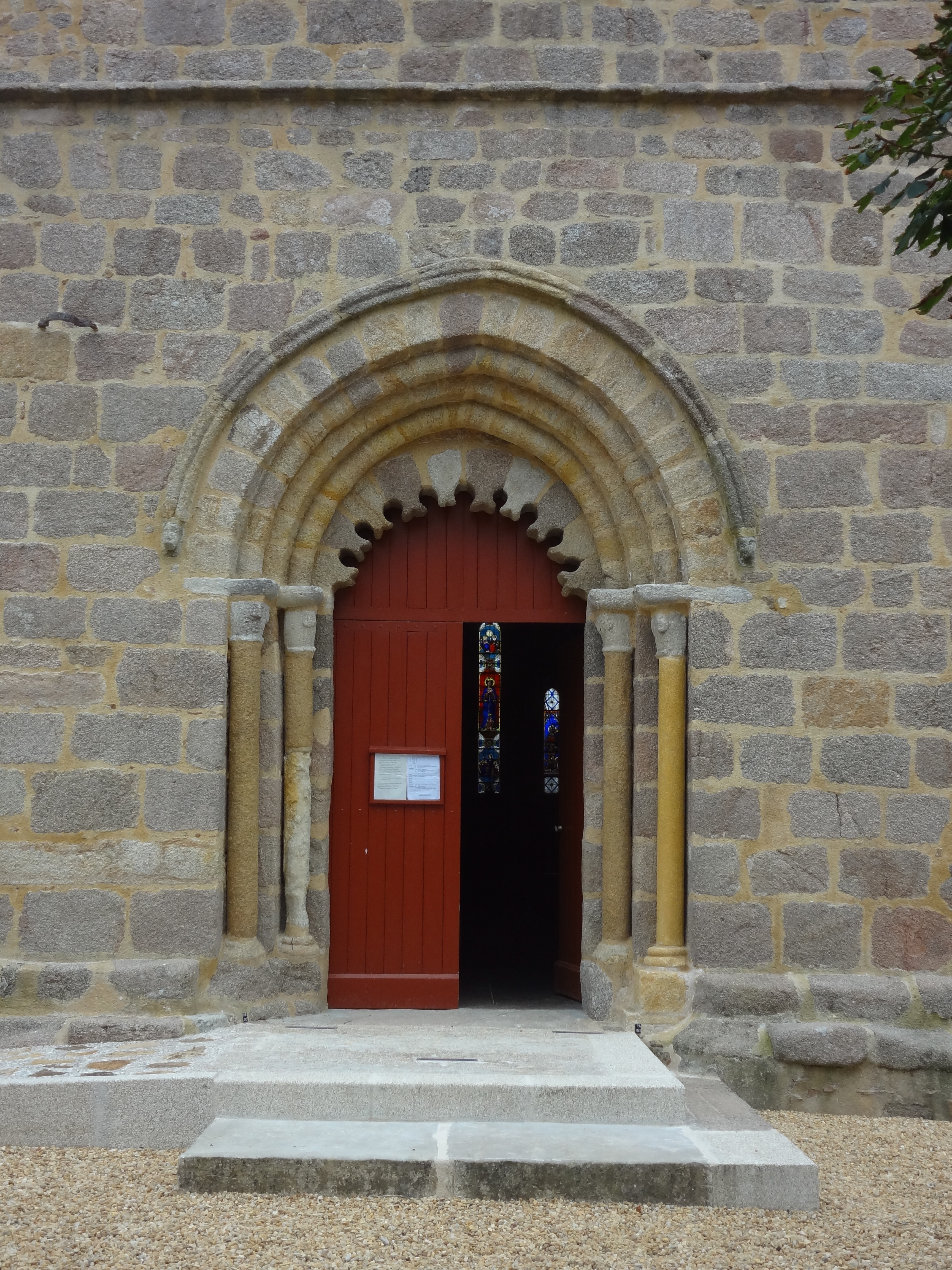
Le portail repeint sang-de-bœuf.
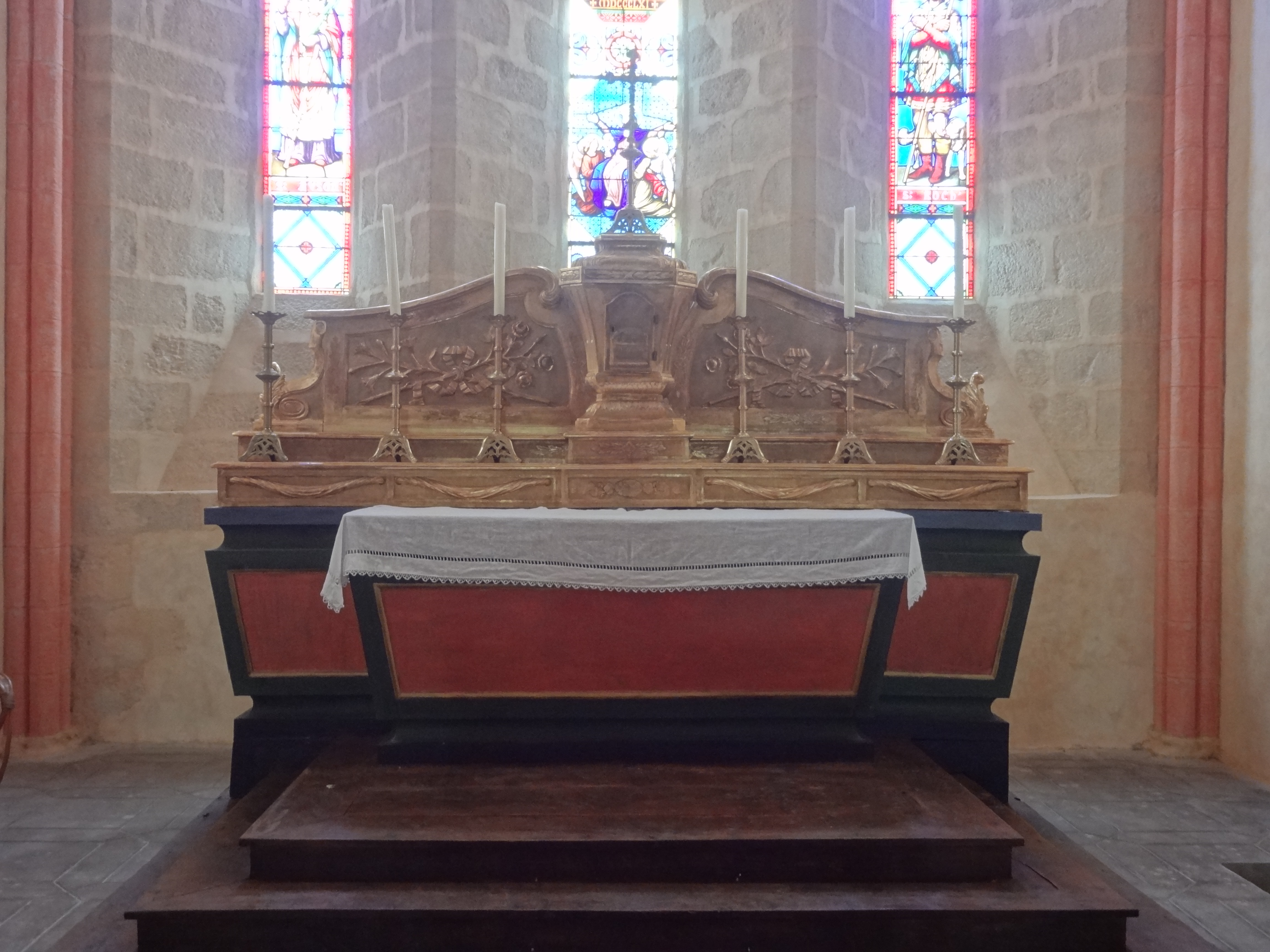
L’autel.
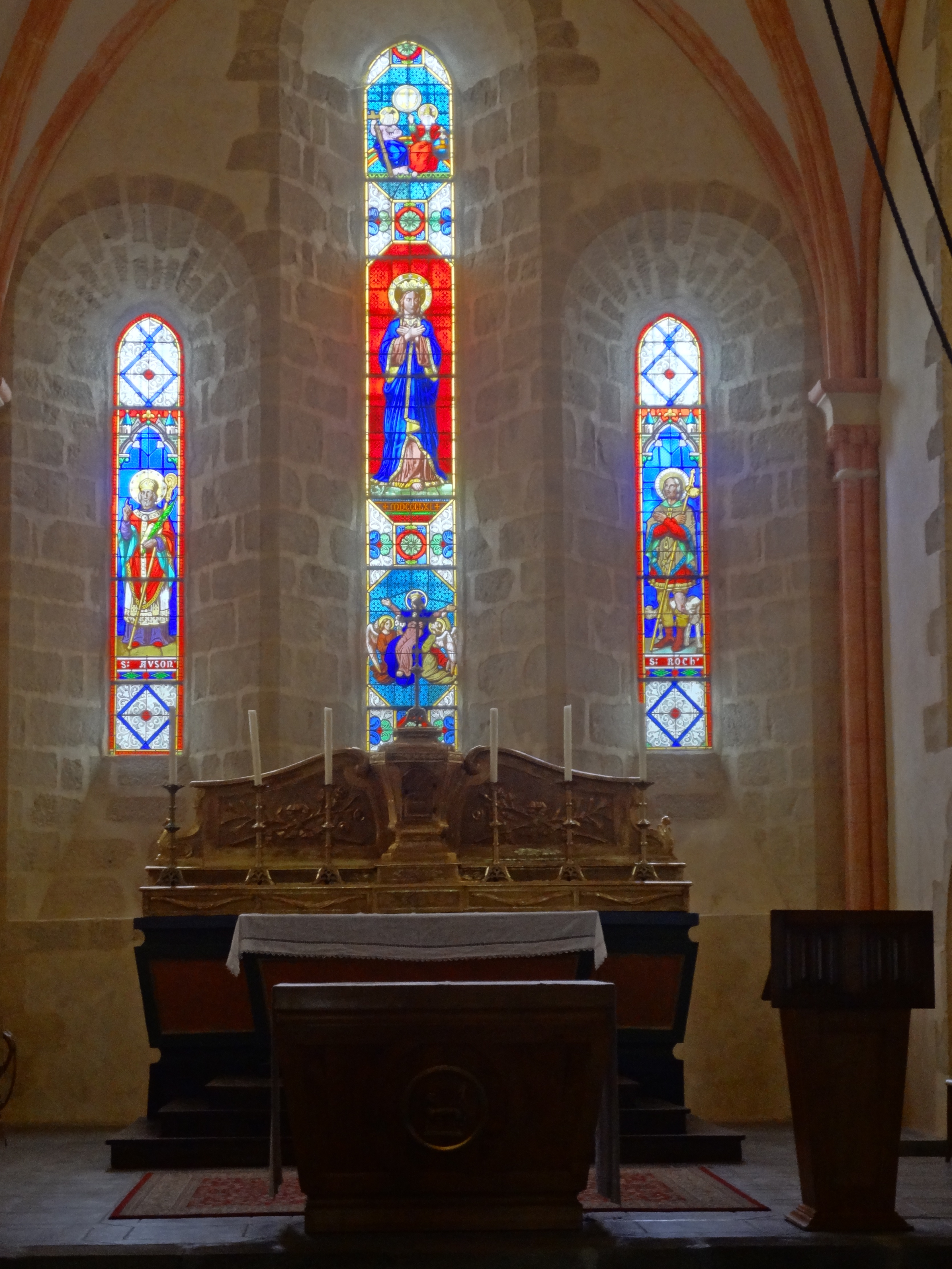
Les vitraux du chœur.

#### Autres bâtiments

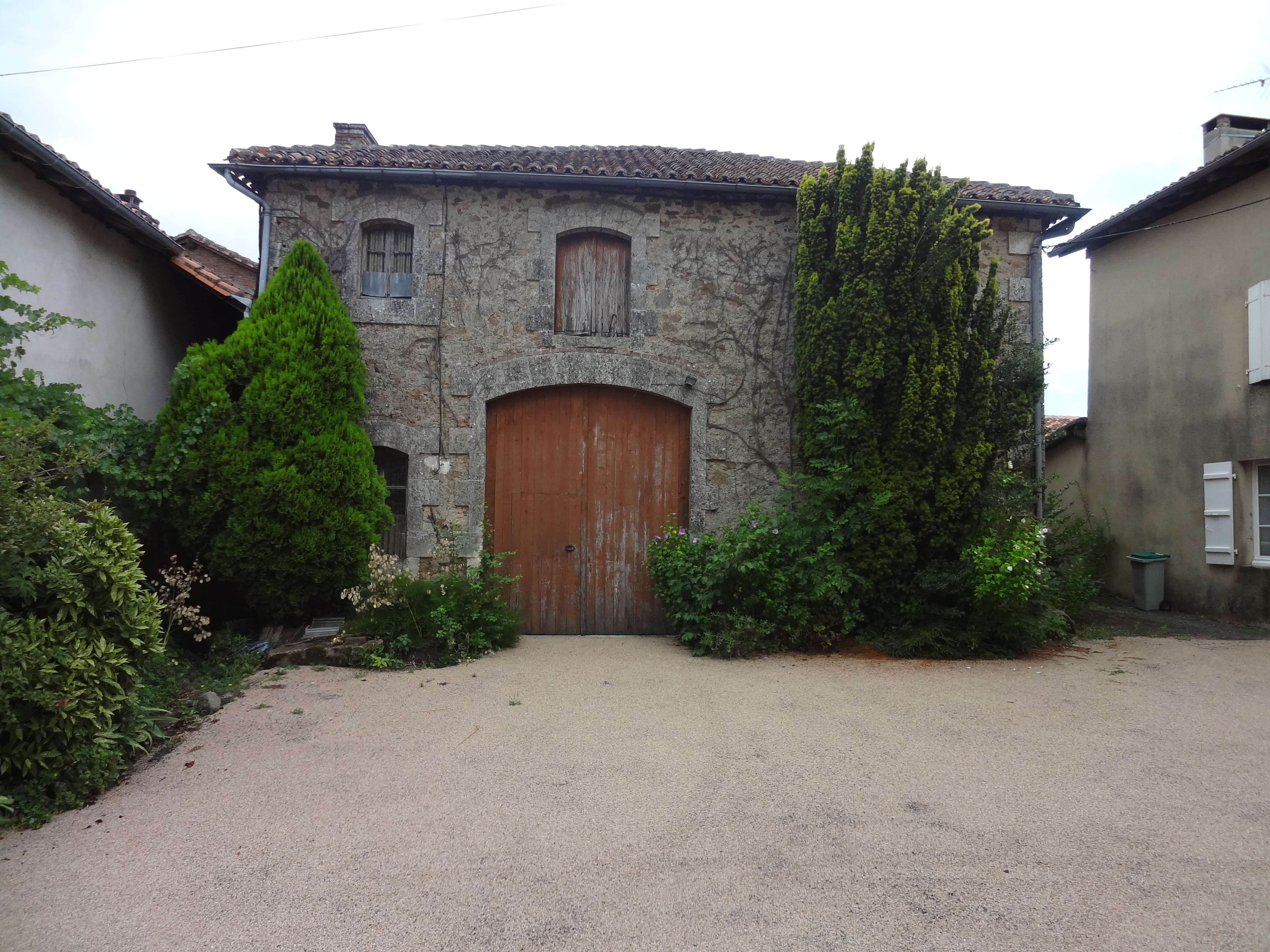
Maison ancienne au village. Les arcs en pierre de taille surmontant les ouvertures ont la particularité d’être doublés d’un rang de briques.